# Dasyllis fascipennis
Dasyllis fascipennis är en tvåvingeart som först beskrevs av Macquart 1834.  Dasyllis fascipennis ingår i släktet Dasyllis och familjen rovflugor. Inga underarter finns listade i Catalogue of Life.